# Paramonacanthus cryptodon
Paramonacanthus cryptodon (лат.) — вид морских лучепёрых рыб семейства единороговых (Monacanthidae).
Морской, демерсальный, тропический вид. Распространён на коралловых рифах на западе Тихого океана у берегов Таиланда, Сулавеси и Филиппин.
Максимальная длина тела 7 см. В спинном плавнике один жёсткий и 26 мягких лучей. В анальном плавнике жёстких лучей нет, а мягких 26.
В синонимику вида входят следующие биномены:
- Monacanthus cryptodon Bleeker, 1855
- Stephanolepis cryptodon (Bleeker, 1855)